# William Edward Phipps
William Edward Phipps, auch kurz William Phipps und Bill Phipps (* 4. Februar 1922 in Vincennes, Indiana; † 1. Juni 2018 in Santa Monica, Kalifornien) war ein US-amerikanischer Schauspieler. Er wirkte in seiner 55 Jahre andauernden Karriere in mehr als 200 Film- und Fernsehproduktionen mit.

## Leben
William Phipps wurde 1922 in Vincennes geboren und wuchs im Lawrence County in Illinois auf. Als er sechs Jahre alt war, ließen sich seine Eltern scheiden. Bereits an der High School begann Phipps’ Interesse an der Schauspielerei, als er in mehreren Schulaufführungen auftrat. Nach seinem Schulabschluss besuchte er ab 1939 die Eastern Illinois University in Charleston, verließ diese jedoch 1941 nach zwei Jahren für eine Filmkarriere in Hollywood.
Im Zuge des Zweiten Weltkriegs meldete Phipps sich in der United States Navy und diente als Funker auf mehreren Schiffen im Pazifik. Nach drei Jahren im Dienst verließ er die Navy und ließ sich in Los Angeles nieder, wo er Mitglied im Actors’ Laboratory Theatre wurde. Dort wurde Phipps 1947 bei einem Casting entdeckt und im selben Jahr für eine Nebenrolle im Film noir Im Kreuzfeuer engagiert.
1950 sprach William Phipps die Rolle des Prinzen in Walt Disneys Zeichentrickfilm Cinderella. Seine erste Hauptrolle erhielt er ein Jahr später im Science-Fiction-Film Die letzten Fünf. Auch ansonsten spielte Phipps mehrmals in Science-Fiction-Filmen, so in der Rolle des Wash Perry im Filmklassiker Kampf der Welten (1953) und als Astronaut in Cat-Women of the Moon (1953). Ab Ende der 1950er-Jahre drehte Phipps weniger Filme, sondern trat stattdessen vermehrt im US-Fernsehen auf. Er spielte in bekannten Fernsehserien wie Twilight Zone, Bonanza, Batman, Unsere kleine Farm, Dallas, Drei Engel für Charlie, Ein Duke kommt selten allein und Mord ist ihr Hobby. Von 1971 bis 1976 lebte er auf Hawaii und drehte in dieser Zeit keine Filme.
Zu Phipps Filmauftritten seiner späteren Karriere zählt eine Nebenrolle in Walt Disneys Abenteuerfilm Zurück nach Hause – Die unglaubliche Reise. Seinen letzten Auftritt hatte er im Jahr 2000 in dem Independent-Film Sordid Lives. Anschließend zog er sich nach 55 Jahren und mehr als 200 Rollen vom Filmgeschäft zurück.
Für seine Verdienste wurde William Phipps im Jahr 2006 mit einem Ehrendoktortitel der Eastern Illinois University geehrt, an der er einst studiert hatte.
William Phipps war zweimal verheiratet. Seine erste Frau starb bei einem Autounfall, die zweite Ehe wurde geschieden. Phipps lebte zuletzt in Malibu. Er starb im Juni 2018 im Alter von 96 Jahren an den Folgen einer Lungenkrebs-Erkrankung in Santa Monica. Phipps wurde im Pierce Brothers Valley Oaks Memorial Park in Westlake Village bestattet.

## Filmografie (Auswahl)

### Kino
- 1947: Im Kreuzfeuer (Crossfire)
- 1948: The Arizona Ranger
- 1948: Sie leben bei Nacht (They Live by Night)
- 1948: Tochter der Prärie (Belle Starr’s Daughter)
- 1948: Gangster der Prärie (Station West)
- 1949: Sumpf des Verbrechens (Scene of the Crime)
- 1949: Der Mann vom Eiffelturm (The Man on the Eiffel-Tower)
- 1950: Ein charmanter Flegel (Key to the City)
- 1950: Blutiger Staub (The Outriders)
- 1950: Cinderella (Zeichentrickfilm, Stimme)
- 1950: Rider from Tucson
- 1951: Die rote Tapferkeitsmedaille (The Red Badge of Courage)
- 1951: Die letzten Fünf (Five)
- 1951: No Questions Asked
- 1952: Die Rose von Cimarron (Rose of Cimarron)
- 1952: Hyänen der Unterwelt (Loan Shark)
- 1952: Sturmgeschwader Komet (Flat Top)
- 1953: Invasion vom Mars (Invaders from Mars)
- 1953: Julius Caesar
- 1953: Northern Patrol
- 1953: Brennpunkt Algier (Fort Algiers)
- 1953: Kampf der Welten (The War of the Worlds)
- 1953: Cat-Women of the Moon
- 1953: Gardenia – Eine Frau will vergessen (The Blue Gardenia; nur Stimme)
- 1953: The Twonky
- 1954: Terror in Block 11 (Riot in Cell Block 11)
- 1954: Die Intriganten (Executive Suite)
- 1954: Legt ihn nicht um! (Jesse James vs. the Daltons)
- 1954: The Snow Creature
- 1955: Die Stadt der toten Seelen (Rage at Dawn)
- 1955: Zwischen zwei Feuern (The Indian Fighter)
- 1956: Der Mann im grauen Flanell (The Man in the Gray Flannel Suit)
- 1956: Klar Schiff zum Gefecht (Away All Boats)
- 1956: Vincent van Gogh – Ein Leben in Leidenschaft (Lust for Life)
- 1957: Die Flucht vom roten Felsen (Escape from Red Rock)
- 1957: Hyänen der Straße (The Brothers Rico)
- 1962: Black Gold
- 1966: Western-Patrouille (Incident at Phantom Hill)
- 1967: Der Sheriff schießt zurück (Gunfight in Abilene)
- 1984: Der Wüstenplanet (Dune; Sprecher in der Fernsehfassung)
- 1988: Das Gesetz ist der Tod (Messenger of Death)
- 1993: Zurück nach Hause – Die unglaubliche Reise (Homeward Bound: The Incredible Journey)
- 2000: Sordid Lives

### Fernsehen
- 1951: Adventures of Wild Bill Hickok (1 Folge)
- 1956–1961: Wyatt Earp greift ein (The Life and Legend of Wyatt Earp; 16 Folgen)
- 1957–1960: Dezernat M (M Squad; 3 Folgen)
- 1957: Corky und der Zirkus (Circus Boy; 1 Folge)
- 1958/1962: Perry Mason (2 Folgen)
- 1959–1965: Rauchende Colts (Gunsmoke; 5 Folgen)
- 1960: Twilight Zone (1 Folge)
- 1960: Am Fuß der blauen Berge (Laramie; 1 Folge)
- 1961: Peter Gunn (1 Folge)
- 1961/1963: 77 Sunset Strip (2 Folgen)
- 1962: Bronco (1 Folge)
- 1962: Alfred Hitchcock präsentiert (Alfred Hitchcock Presents; 1 Folge)
- 1962–1969: Die Leute von der Shiloh Ranch (The Virginan; 6 Folgen)
- 1965: The Munsters (1 Folge)
- 1965/1968: Daniel Boone (2 Folgen)
- 1966: Batman (1 Folge)
- 1966: Das Geheimnis der grünen Hornisse (The Green Hornet; 1 Folge)
- 1969: Mannix (1 Folge)
- 1970: Bonanza (1 Folge)
- 1975/1976: Detektiv Rockford – Anruf genügt (The Rockford Files; 2 Folgen)
- 1975–1980: Die Waltons (The Waltons; 4 Folgen)
- 1976: Baretta (1 Folge)
- 1976: Eleanor and Franklin (Miniserie, 2 Folgen)
- 1977: Drei Engel für Charlie (Charlie's Angels; 1 Folge)
- 1981: Lou Grant (1 Folge)
- 1982: Unsere kleine Farm (Little House on the Prairie; 1 Folge)
- 1982: Detektei mit Hexerei (Tucker's Witch; 1 Folge)
- 1983: Ein Duke kommt selten allein (The Dukes of Hazzard; 1 Folge)
- 1983–1984: Boone (14 Folgen)
- 1984: California Clan (6 Folgen)
- 1984/1988: Ein Engel auf Erden (Highway to Heaven; 2 Folgen)
- 1985: Mord ist ihr Hobby (Murder, She Wrote; 1 Folge)
- 1985: Dallas (1 Folge)
- 1986: T.J. Hooker (1 Folge)
- 1986: Polizeirevier Hill Street (Hill Street Blues; 1 Folge)
- 1987: Jake und McCabe – Durch dick und dünn (Jake and the Fatman; 1 Folge)
- 1990: Harrys Nest (Empty Nest; 2 Folgen)